# Lijst van Britse ministers van Buitenlandse Zaken
Dit is een lijst van Foreign Secretaries van het Verenigd Koninkrijk sinds 1846.

## Ministers van Buitenlandse Zaken van het Verenigd Koninkrijk (1846–heden)
| Minister van Buitenlandse Zaken Secretary of State for Foreign Affairs | Minister van Buitenlandse Zaken Secretary of State for Foreign Affairs | Minister van Buitenlandse Zaken Secretary of State for Foreign Affairs | Ambtstermijn                                 | Ambtstermijn             | Partij                 | Premier                               | Kabinet                                  | Overige functie(s)                         |
| ---------------------------------------------------------------------- | ---------------------------------------------------------------------- | ---------------------------------------------------------------------- | -------------------------------------------- | ------------------------ | ---------------------- | ------------------------------------- | ---------------------------------------- | ------------------------------------------ |
|                                                                        | Henry John Temple                                                      | Burggraaf Palmerston Henry John Temple (1784–1865)                     | 30 juni 1846                                 | 25 december 1851         | Whig Party             | John Russell (1846–1852)              | Russell I                                |                                            |
|                                                                        | Granville Leveson-Gower                                                | Graaf Granville Granville Leveson-Gower (1815–1891)                    | 25 december 1851                             | 22 februari 1852         | Whig Party             | John Russell (1846–1852)              | Russell I                                |                                            |
|                                                                        | James Harris                                                           | Graaf van Malmesbury James Harris (1807–1889)                          | 22 februari 1852                             | 28 december 1852         | Conservative Party     | Edward Smith-Stanley (1852)           | Smith-Stanley I                          |                                            |
|                                                                        | John Russell                                                           | Graaf Russell John Russell (1792–1878)                                 | 28 december 1852                             | 20 februari 1853         | Whig Party             | George Hamilton -Gordon (1852–1855)   | Hamilton-Gordon                          |                                            |
|                                                                        | George Villiers                                                        | Graaf van Clarendon George Villiers (1800–1870)                        | 20 februari 1853                             | 20 februari 1858         | Whig Party             | George Hamilton -Gordon (1852–1855)   | Hamilton-Gordon                          |                                            |
| Henry John Temple (1855–1858)                                          | George Villiers                                                        | Graaf van Clarendon George Villiers (1800–1870)                        | 20 februari 1853                             | 20 februari 1858         | Whig Party             | Temple I                              |                                          |                                            |
|                                                                        | James Harris                                                           | Graaf van Malmesbury James Harris (1807–1889)                          | 20 februari 1858                             | 12 juni 1859             | Conservative Party     | Edward Smith-Stanley (1858–1859)      | Smith-Stanley II                         |                                            |
|                                                                        | John Russell                                                           | Graaf Russell John Russell (1792–1878)                                 | 12 juni 1859                                 | 18 oktober 1865          | Liberal Party          | Henry John Temple (1859–1865)         | Temple II                                |                                            |
|                                                                        | George Villiers                                                        | Graaf van Clarendon George Villiers (1800–1870)                        | 18 oktober 1865                              | 28 juni 1866             | Liberal Party          | John Russell (1865–1866)              | Russell II                               |                                            |
|                                                                        | Edward Stanley                                                         | Heer Stanley Edward Stanley (1823–1893)                                | 28 juni 1866                                 | 3 december 1868          | Conservative Party     | Edward Smith-Stanley (1866–1868)      | Smith-Stanley III                        |                                            |
| Benjamin Disraeli (1868)                                               | Edward Stanley                                                         | Heer Stanley Edward Stanley (1823–1893)                                | 28 juni 1866                                 | 3 december 1868          | Conservative Party     | Disraeli I                            |                                          |                                            |
|                                                                        | George Villiers                                                        | Graaf van Clarendon George Villiers (1800–1870)                        | 3 december 1868                              | 27 juni 1870             | Liberal Party          | William Ewart Gladstone (1868–1874)   | Gladstone I                              |                                            |
|                                                                        |                                                                        |                                                                        | Vacant                                       |                          |                        | William Ewart Gladstone (1868–1874)   | Gladstone I                              |                                            |
|                                                                        | Granville Leveson-Gower                                                | Graaf Granville Granville Leveson-Gower (1815–1891)                    | 1 juli 1870                                  | 20 februari 1874         | Liberal Party          | William Ewart Gladstone (1868–1874)   | Gladstone I                              | Leader of the House of Lords               |
|                                                                        | Edward Stanley                                                         | Graaf van Derby Edward Stanley (1823–1893)                             | 20 februari 1874                             | 2 april 1878             | Conservative Party     | Benjamin Disraeli (1874–1880)         | Disraeli II                              |                                            |
|                                                                        | Robert Gascoyne-Cecil                                                  | Markies van Salisbury Robert Gascoyne-Cecil (1830–1903)                | 2 april 1878                                 | 23 april 1880            | Conservative Party     | Benjamin Disraeli (1874–1880)         | Disraeli II                              |                                            |
|                                                                        | Granville Leveson-Gower                                                | Graaf Granville Granville Leveson-Gower (1815–1891)                    | 23 april 1880                                | 23 juni 1885             | Liberal Party          | William Ewart Gladstone (1880–1885)   | Gladstone II                             | Leader of the House of Lords               |
|                                                                        | Robert Gascoyne-Cecil                                                  | Markies van Salisbury Robert Gascoyne-Cecil (1830–1903)                | 23 juni 1885                                 | 28 januari 1886          | Conservative Party     | Robert Gascoyne-Cecil (1885–1886)     | Gascoyne-Cecil I                         | Premier                                    |
| Leader of the House of Lords                                           | Robert Gascoyne-Cecil                                                  | Markies van Salisbury Robert Gascoyne-Cecil (1830–1903)                | 23 juni 1885                                 | 28 januari 1886          | Conservative Party     | Robert Gascoyne-Cecil (1885–1886)     | Gascoyne-Cecil I                         |                                            |
|                                                                        | Archibald Primrose                                                     | Graaf van Rosebery Archibald Primrose (1847–1929)                      | 28 januari 1886                              | 20 juli 1886             | Liberal Party          | William Ewart Gladstone (1886)        | Gladstone III                            |                                            |
|                                                                        | Stafford Northcote                                                     | Graaf van Iddesleigh Stafford Northcote (1818–1887)                    | 20 juli 1886                                 | 12 januari 1887          | Conservative Party     | Robert Gascoyne-Cecil (1886–1892)     | Gascoyne-Cecil II                        |                                            |
|                                                                        | Robert Gascoyne-Cecil                                                  | Markies van Salisbury Robert Gascoyne-Cecil (1830–1903)                | 12 januari 1887                              | 15 augustus 1892         | Conservative Party     | Robert Gascoyne-Cecil (1886–1892)     | Gascoyne-Cecil II                        | Premier                                    |
| Leader of the House of Lords                                           | Robert Gascoyne-Cecil                                                  | Markies van Salisbury Robert Gascoyne-Cecil (1830–1903)                | 12 januari 1887                              | 15 augustus 1892         | Conservative Party     | Robert Gascoyne-Cecil (1886–1892)     | Gascoyne-Cecil II                        |                                            |
|                                                                        | Archibald Primrose                                                     | Graaf van Rosebery Archibald Primrose (1847–1929)                      | 15 augustus 1892                             | 5 maart 1894             | Liberal Party          | William Ewart Gladstone (1892–1894)   | Gladstone IV                             |                                            |
|                                                                        | John Wodehouse                                                         | Graaf Kimberley John Wodehouse (1826–1902)                             | 5 maart 1894                                 | 25 juni 1895             | Liberal Party          | Archibald Primrose (1894–1895)        | Primrose                                 |                                            |
|                                                                        | Robert Gascoyne-Cecil                                                  | Markies van Salisbury Robert Gascoyne-Cecil (1830–1903)                | 25 juni 1895                                 | 10 november 1900         | Conservative Party     | Robert Gascoyne-Cecil (1895–1902)     | Gascoyne- Cecil III                      | Premier                                    |
| Leader of the House of Lords                                           | Robert Gascoyne-Cecil                                                  | Markies van Salisbury Robert Gascoyne-Cecil (1830–1903)                | 25 juni 1895                                 | 10 november 1900         | Conservative Party     | Robert Gascoyne-Cecil (1895–1902)     | Gascoyne- Cecil III                      |                                            |
|                                                                        | Henry Petty-Fitzmaurice                                                | Markies van Lansdowne Henry Petty- Fitzmaurice (1845–1927)             | 10 november 1900                             | 5 december 1905          | Liberal Unionist Party | Robert Gascoyne-Cecil (1895–1902)     | Gascoyne- Cecil IV                       |                                            |
| Arthur Balfour (1902–1905)                                             | Henry Petty-Fitzmaurice                                                | Markies van Lansdowne Henry Petty- Fitzmaurice (1845–1927)             | 10 november 1900                             | 5 december 1905          | Liberal Unionist Party | Balfour                               | Leader of the House of Lords (1903–1905) |                                            |
|                                                                        | Edward Grey                                                            | Sir Edward Grey (1862–1933)                                            | 5 december 1905                              | 7 december 1916          | Liberal Party          | Henry Campbell- Bannerman (1905–1908) | Campbell- Bannerman                      |                                            |
| Herbert Henry Asquith (1908–1916)                                      | Edward Grey                                                            | Sir Edward Grey (1862–1933)                                            | 5 december 1905                              | 7 december 1916          | Liberal Party          | Asquith I                             |                                          |                                            |
| Herbert Henry Asquith (1908–1916)                                      | Edward Grey                                                            | Sir Edward Grey (1862–1933)                                            | 5 december 1905                              | 7 december 1916          | Liberal Party          | Asquith II                            |                                          |                                            |
| Herbert Henry Asquith (1908–1916)                                      | Edward Grey                                                            | Sir Edward Grey (1862–1933)                                            | 5 december 1905                              | 7 december 1916          | Liberal Party          | Asquith III                           |                                          |                                            |
| Herbert Henry Asquith (1908–1916)                                      | Edward Grey                                                            | Sir Edward Grey (1862–1933)                                            | 5 december 1905                              | 7 december 1916          | Liberal Party          | Asquith IV                            |                                          |                                            |
|                                                                        | Arthur Balfour                                                         | Arthur Balfour (1848–1930)                                             | 7 december 1916                              | 23 oktober 1919          | Conservative Party     | David Lloyd George (1916–1922)        | Lloyd George I                           |                                            |
| Lloyd George II                                                        | Arthur Balfour                                                         | Arthur Balfour (1848–1930)                                             | 7 december 1916                              | 23 oktober 1919          | Conservative Party     | David Lloyd George (1916–1922)        |                                          |                                            |
|                                                                        | George Curzon                                                          | Markies van Curzon van Kedleston George Curzon (1859–1925)             | 23 oktober 1919                              | 22 januari 1924          | Conservative Party     | David Lloyd George (1916–1922)        | Leader of the House of Lords             |                                            |
| Bonar Law (1922–1923)                                                  | George Curzon                                                          | Markies van Curzon van Kedleston George Curzon (1859–1925)             | 23 oktober 1919                              | 22 januari 1924          | Conservative Party     | Law                                   | Leader of the House of Lords             |                                            |
| Stanley Baldwin (1923–1924)                                            | George Curzon                                                          | Markies van Curzon van Kedleston George Curzon (1859–1925)             | 23 oktober 1919                              | 22 januari 1924          | Conservative Party     | Baldwin I                             | Leader of the House of Lords             |                                            |
|                                                                        | Ramsay MacDonald                                                       | Ramsay MacDonald (1866–1937)                                           | 22 januari 1924                              | 3 november 1924          | Labour Party           | Ramsay MacDonald (1924)               | MacDonald I                              | Premier                                    |
|                                                                        | Austen Chamberlain                                                     | Sir Austen Chamberlain (1863–1937)                                     | 4 november 1924                              | 5 juni 1929              | Conservative Party     | Stanley Baldwin (1924–1929)           | Baldwin II                               |                                            |
|                                                                        | Arthur Henderson                                                       | Arthur Henderson (1863–1935)                                           | 5 juni 1929                                  | 26 augustus 1931         | Labour Party           | Ramsay MacDonald (1929–1935)          | MacDonald II                             |                                            |
|                                                                        | Rufus Isaacs                                                           | Markies van Reading Rufus Isaacs (1860–1935)                           | 26 augustus 1931                             | 5 november 1931          | Liberal Party          | Ramsay MacDonald (1929–1935)          | MacDonald III (Nationaal Kabinet I)      | Leader of the House of Lords               |
|                                                                        | John Simon                                                             | Sir John Simon (1873–1954)                                             | 5 november 1931                              | 7 juni 1935              | National Liberal Party | Ramsay MacDonald (1929–1935)          | MacDonald IV (Nationaal Kabinet II)      |                                            |
|                                                                        | Samuel Hoare                                                           | Sir Samuel Hoare (1880–1959)                                           | 7 juni 1935                                  | 22 december 1935         | Conservative Party     | Stanley Baldwin (1935–1937)           | Baldwin III (Nationaal Kabinet III)      |                                            |
|                                                                        | Anthony Eden                                                           | Anthony Eden (1897–1977)                                               | 22 december 1935                             | 20 februari 1938         | Conservative Party     | Stanley Baldwin (1935–1937)           | Baldwin III (Nationaal Kabinet III)      |                                            |
| Neville Chamberlain (1937–1940)                                        | Anthony Eden                                                           | Anthony Eden (1897–1977)                                               | 22 december 1935                             | 20 februari 1938         | Conservative Party     | Chamberlain I (Nationaal Kabinet IV)  |                                          |                                            |
| Neville Chamberlain (1937–1940)                                        |                                                                        | Edward Wood                                                            | Burggraaf Halifax Edward Wood (1881–1959)    | 20 februari 1938         | 22 december 1940       | Chamberlain I (Nationaal Kabinet IV)  | Conservative Party                       |                                            |
| Neville Chamberlain (1937–1940)                                        | Chamberlain II                                                         | Edward Wood                                                            | Burggraaf Halifax Edward Wood (1881–1959)    | 20 februari 1938         | 22 december 1940       |                                       | Conservative Party                       |                                            |
| Winston Churchill (1940–1945)                                          | Churchill I                                                            | Edward Wood                                                            | Burggraaf Halifax Edward Wood (1881–1959)    | 20 februari 1938         | 22 december 1940       | Leader of the House of Lords (1940)   | Conservative Party                       |                                            |
| Winston Churchill (1940–1945)                                          | Churchill I                                                            |                                                                        | Anthony Eden                                 | Anthony Eden (1897–1977) | 22 december 1940       | 26 juli 1945                          | Conservative Party                       | Leader of the House of Commons (1942–1945) |
| Winston Churchill (1940–1945)                                          | Churchill II                                                           |                                                                        | Anthony Eden                                 | Anthony Eden (1897–1977) | 22 december 1940       | 26 juli 1945                          | Conservative Party                       | Leader of the House of Commons (1942–1945) |
|                                                                        | Ernest Bevin                                                           | Ernest Bevin (1881–1951)                                               | 26 juli 1945                                 | 9 maart 1951             | Labour Party           | Clement Attlee (1945–1951)            | Attlee I                                 |                                            |
| Attlee II                                                              | Ernest Bevin                                                           | Ernest Bevin (1881–1951)                                               | 26 juli 1945                                 | 9 maart 1951             | Labour Party           | Clement Attlee (1945–1951)            |                                          |                                            |
|                                                                        | Herbert Morrison                                                       | Herbert Morrison (1888–1965)                                           | 9 maart 1951                                 | 26 oktober 1951          | Labour Party           | Clement Attlee (1945–1951)            | Vicepremier                              |                                            |
|                                                                        | Anthony Eden                                                           | Sir Anthony Eden (1897–1977)                                           | 26 oktober 1951                              | 5 april 1955             | Conservative Party     | Winston Churchill (1951–1955)         | Churchill III                            | Vicepremier                                |
|                                                                        | Harold Macmillan                                                       | Harold Macmillan (1894–1986)                                           | 5 april 1955                                 | 20 december 1955         | Conservative Party     | Anthony Eden (1955–1957)              | Eden                                     |                                            |
|                                                                        | Selwyn Lloyd                                                           | Selwyn Lloyd (1904–1978)                                               | 20 december 1955                             | 27 juli 1960 <           | Conservative Party     | Anthony Eden (1955–1957)              | Eden                                     |                                            |
| Harold Macmillan (1957–1963)                                           | Selwyn Lloyd                                                           | Selwyn Lloyd (1904–1978)                                               | 20 december 1955                             | 27 juli 1960 <           | Conservative Party     | Macmillan I                           |                                          |                                            |
| Harold Macmillan (1957–1963)                                           | Selwyn Lloyd                                                           | Selwyn Lloyd (1904–1978)                                               | 20 december 1955                             | 27 juli 1960 <           | Conservative Party     | Macmillan II                          |                                          |                                            |
| Harold Macmillan (1957–1963)                                           |                                                                        | Alec Douglas-Home                                                      | Graaf van Home Alec Douglas-Home (1903–1995) | 27 juli 1960             | 19 oktober 1963        | Conservative Party                    |                                          |                                            |
|                                                                        | Rab Butler                                                             | Rab Butler (1902–1982)                                                 | 19 oktober 1963                              | 16 oktober 1964          | Conservative Party     | Alec Douglas-Home (1963–1964)         | Douglas-Home                             | Vicepremier                                |
| First Secretary of State                                               | Rab Butler                                                             | Rab Butler (1902–1982)                                                 | 19 oktober 1963                              | 16 oktober 1964          | Conservative Party     | Alec Douglas-Home (1963–1964)         | Douglas-Home                             |                                            |
|                                                                        | Patrick Gordon Walker                                                  | Patrick Gordon Walker (1907–1980)                                      | 16 oktober 1964                              | 22 januari 1965          | Labour Party           | Harold Wilson (1964–1970)             | Wilson I                                 |                                            |
|                                                                        | Michael Stewart                                                        | Michael Stewart (1906–1990)                                            | 22 januari 1965                              | 11 augustus 1966         | Labour Party           | Harold Wilson (1964–1970)             | Wilson I                                 | First Secretary of State                   |
| Wilson II                                                              | Michael Stewart                                                        | Michael Stewart (1906–1990)                                            | 22 januari 1965                              | 11 augustus 1966         | Labour Party           | Harold Wilson (1964–1970)             |                                          | First Secretary of State                   |
|                                                                        | George Brown                                                           | George Brown (1914–1985)                                               | 11 augustus 1966                             | 16 maart 1968            | Labour Party           | Harold Wilson (1964–1970)             |                                          |                                            |
|                                                                        | Michael Stewart                                                        | Michael Stewart (1906–1990)                                            | 16 maart 1968                                | 19 juni 1970             | Labour Party           | Harold Wilson (1964–1970)             |                                          |                                            |
|                                                                        | Alec Douglas-Home                                                      | Sir Alec Douglas-Home (1903–1995)                                      | 19 juni 1970                                 | 4 maart 1974             | Conservative Party     | Edward Heath (1970–1974)              | Heath                                    | First Secretary of State                   |
|                                                                        | James Callaghan                                                        | James Callaghan (1912–2005)                                            | 4 maart 1974                                 | 8 april 1976             | Labour Party           | Harold Wilson (1974–1976)             | Wilson III                               |                                            |
|                                                                        | Tony Crosland                                                          | Tony Crosland (1918–1977)                                              | 8 april 1976                                 | 19 februari 1977         | Labour Party           | James Callaghan (1976–1979)           | Callaghan                                |                                            |
| Vacant                                                                 |                                                                        |                                                                        |                                              |                          |                        | James Callaghan (1976–1979)           | Callaghan                                |                                            |
|                                                                        | David Owen                                                             | David Owen (1938)                                                      | 22 februari 1977                             | 4 mei 1979               | Labour Party           | James Callaghan (1976–1979)           | Callaghan                                |                                            |
|                                                                        | Peter Carington                                                        | Baron Carrington Peter Carington (1919–2018)                           | 4 mei 1979                                   | 6 april 1982             | Conservative Party     | Margaret Thatcher (1979–1990)         | Thatcher I                               |                                            |
|                                                                        | Francis Pym                                                            | Francis Pym (1922–2008)                                                | 6 april 1982                                 | 11 juni 1983             | Conservative Party     | Margaret Thatcher (1979–1990)         | Thatcher I                               |                                            |
|                                                                        | Geoffrey Howe                                                          | Sir Geoffrey Howe (1926–2015)                                          | 11 juni 1983                                 | 24 juli 1989             | Conservative Party     | Margaret Thatcher (1979–1990)         | Thatcher II                              |                                            |
| Thatcher III                                                           | Geoffrey Howe                                                          | Sir Geoffrey Howe (1926–2015)                                          | 11 juni 1983                                 | 24 juli 1989             | Conservative Party     | Margaret Thatcher (1979–1990)         |                                          |                                            |
|                                                                        | John Major                                                             | John Major (1943)                                                      | 24 juli 1989                                 | 26 oktober 1989          | Conservative Party     | Margaret Thatcher (1979–1990)         |                                          |                                            |
|                                                                        | Douglas Hurd                                                           | Douglas Hurd (1930)                                                    | 26 oktober 1989                              | 5 juli 1995              | Conservative Party     | Margaret Thatcher (1979–1990)         |                                          |                                            |
| John Major (1990–1997)                                                 | Douglas Hurd                                                           | Douglas Hurd (1930)                                                    | 26 oktober 1989                              | 5 juli 1995              | Conservative Party     | Major I                               |                                          |                                            |
| John Major (1990–1997)                                                 | Douglas Hurd                                                           | Douglas Hurd (1930)                                                    | 26 oktober 1989                              | 5 juli 1995              | Conservative Party     | Major I                               |                                          |                                            |
| John Major (1990–1997)                                                 |                                                                        | Malcolm Rifkind                                                        | Malcolm Rifkind (1946)                       | 5 juli 1995              | 2 mei 1997             | Conservative Party                    |                                          |                                            |
|                                                                        | Robin Cook                                                             | Robin Cook (1946–2005)                                                 | 2 mei 1997                                   | 8 juni 2001              | Labour Party           | Tony Blair (1997–2007)                | Blair I                                  |                                            |
|                                                                        | Jack Straw                                                             | Jack Straw (1946)                                                      | 8 juni 2001                                  | 6 mei 2006               | Labour Party           | Tony Blair (1997–2007)                | Blair II                                 |                                            |
| Blair III                                                              | Jack Straw                                                             | Jack Straw (1946)                                                      | 8 juni 2001                                  | 6 mei 2006               | Labour Party           | Tony Blair (1997–2007)                |                                          |                                            |
|                                                                        | Margaret Beckett                                                       | Margaret Beckett (1943)                                                | 6 mei 2006                                   | 28 juni 2007             | Labour Party           | Tony Blair (1997–2007)                |                                          |                                            |
|                                                                        | David Miliband                                                         | David Miliband (1965)                                                  | 28 juni 2007                                 | 11 mei 2010              | Labour Party           | Gordon Brown (2007–2010)              | Brown                                    |                                            |
|                                                                        | William Hague                                                          | William Hague (1961)                                                   | 11 mei 2010                                  | 14 juli 2014             | Conservative Party     | David Cameron (2010–2016)             | Cameron I                                | First Secretary of State                   |
|                                                                        | Philip Hammond                                                         | Philip Hammond (1955)                                                  | 14 juli 2014                                 | 13 juli 2016             | Conservative Party     | David Cameron (2010–2016)             | Cameron I                                |                                            |
| Cameron II                                                             | Philip Hammond                                                         | Philip Hammond (1955)                                                  | 14 juli 2014                                 | 13 juli 2016             | Conservative Party     | David Cameron (2010–2016)             |                                          |                                            |
|                                                                        | Boris Johnson                                                          | Boris Johnson (1964)                                                   | 13 juli 2016                                 | 9 juli 2018              | Conservative Party     | Theresa May (2016–2019)               | May I                                    |                                            |
| May II                                                                 | Boris Johnson                                                          | Boris Johnson (1964)                                                   | 13 juli 2016                                 | 9 juli 2018              | Conservative Party     | Theresa May (2016–2019)               |                                          |                                            |
|                                                                        | Jeremy Hunt                                                            | Jeremy Hunt (1966)                                                     | 9 juli 2018                                  | 24 juli 2019             | Conservative Party     | Theresa May (2016–2019)               |                                          |                                            |
|                                                                        | Dominic Raab                                                           | Dominic Raab (1974)                                                    | 24 juli 2019                                 | 15 september 2021        | Conservative Party     | Boris Johnson (2019–2022)             | Johnson I                                | First Secretary of State                   |
| Johnson II                                                             | Dominic Raab                                                           | Dominic Raab (1974)                                                    | 24 juli 2019                                 | 15 september 2021        | Conservative Party     | Boris Johnson (2019–2022)             |                                          | First Secretary of State                   |
|                                                                        | Liz Truss                                                              | Liz Truss (1975)                                                       | 15 september 2021                            | 6 september 2022         | Conservative Party     | Boris Johnson (2019–2022)             | Minister voor Vrouwen en Gelijkheid      |                                            |
|                                                                        | James Cleverly                                                         | James Cleverly (1969)                                                  | 6 september 2022                             | 13 november 2023         | Conservative Party     | Liz Truss (2022)                      | Truss                                    |                                            |
| Rishi Sunak (2022–2024)                                                | James Cleverly                                                         | James Cleverly (1969)                                                  | 6 september 2022                             | 13 november 2023         | Conservative Party     | Sunak                                 |                                          |                                            |
| Rishi Sunak (2022–2024)                                                |                                                                        | David Cameron                                                          | Baron Cameron David Cameron (1966)           | 13 november 2023         | 5 juli 2024            | Sunak                                 | Conservative Party                       |                                            |
|                                                                        | David Lammy                                                            | David Lammy (1972)                                                     | 5 juli 2024                                  | heden                    | Labour Party           | Keir Starmer (2024–heden)             | Starmer                                  |                                            |